# Přírodovědné centrum (Hradec Králové)
Přírodovědné centrum v Hradci Králové je trvalá expozice živých zvířat, zejména akvarijních a terarijních. Sídlí v komplexu budov základní školy Bezručova, vedle Obřího akvária.
Cílem existence je rozšiřování povědomí o přírodě, vzdělávání v oblasti EVVO a praktická ochrana živočišných druhů.

## Historie
Vzniku Přírodovědného centra předcházela dlouhodobá činnost přírodovědného oddílu Rosničky. V roce 1985 vybudoval tento kroužek první terárium, akvárium a akvaterárium v učebně přírodopisu. Přírodovědné centrum jako takové bylo veřejnosti otevřeno v roce 1995. Později prošlo rekonstrukcí a znovuotevřeno bylo 1. března 2003.
Přírodovědné centrum bylo několik desetiletí provozováno Základním článkem Asociace Brontosaura - QUITO. V lednu 2025 pro neshody z důvodu snížení kvality a omezení nabízených služeb převzal centrum nový provozovatel. V roce 2025 správu a provoz centra převzal Dům dětí a mládeže, Hradec Králové, Rautenkrancova 1241 a jako odloučené pracoviště zpřístupnil od 1. 2. 2025 Dříve bylo centrum přístupné denně či alespoň po většinu týdne (např. 2010: od středy do neděle 9:00–12:00 a 12:30–18:30. Po změně provozovatele centrum v roce 2025 omezilo otevírací pro veřejnost jen na pondělí a středu 17:30–19:00 a v sobotu 10:00–18:00.

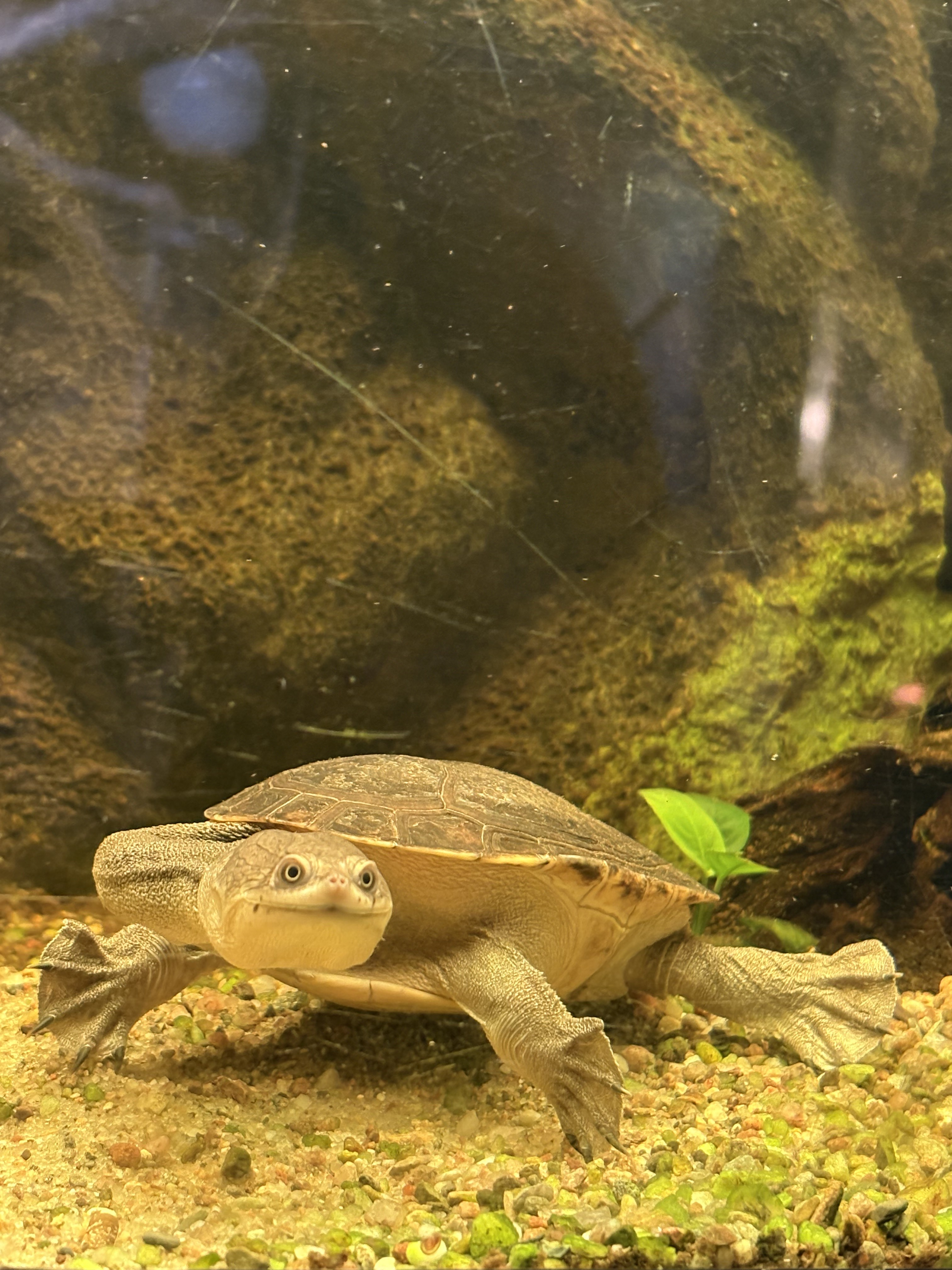
želva v akváriu

## Expozice
V roce 2006 zde bylo chováno zhruba 96 druhů zvířat. Později se počet zvýšil na více než 135 druhů zvířat.
Centrum chová primáty a další menší savce, plazy, obojživelníky i ryby. K vidění byly či stále jsou mj. tyto druhy: agama vousatá, myš bodlinatá, vakoveverka létavá, chameleoni, krajta zelená.
Tato expozice živých zvířat slouží ke vzdělávání žáků zdejší školy a široké veřejnosti. Dům dětí a mládeže zde také v rámci mimoškolních aktivit provozuje chovatelský kroužek.

## Galerie

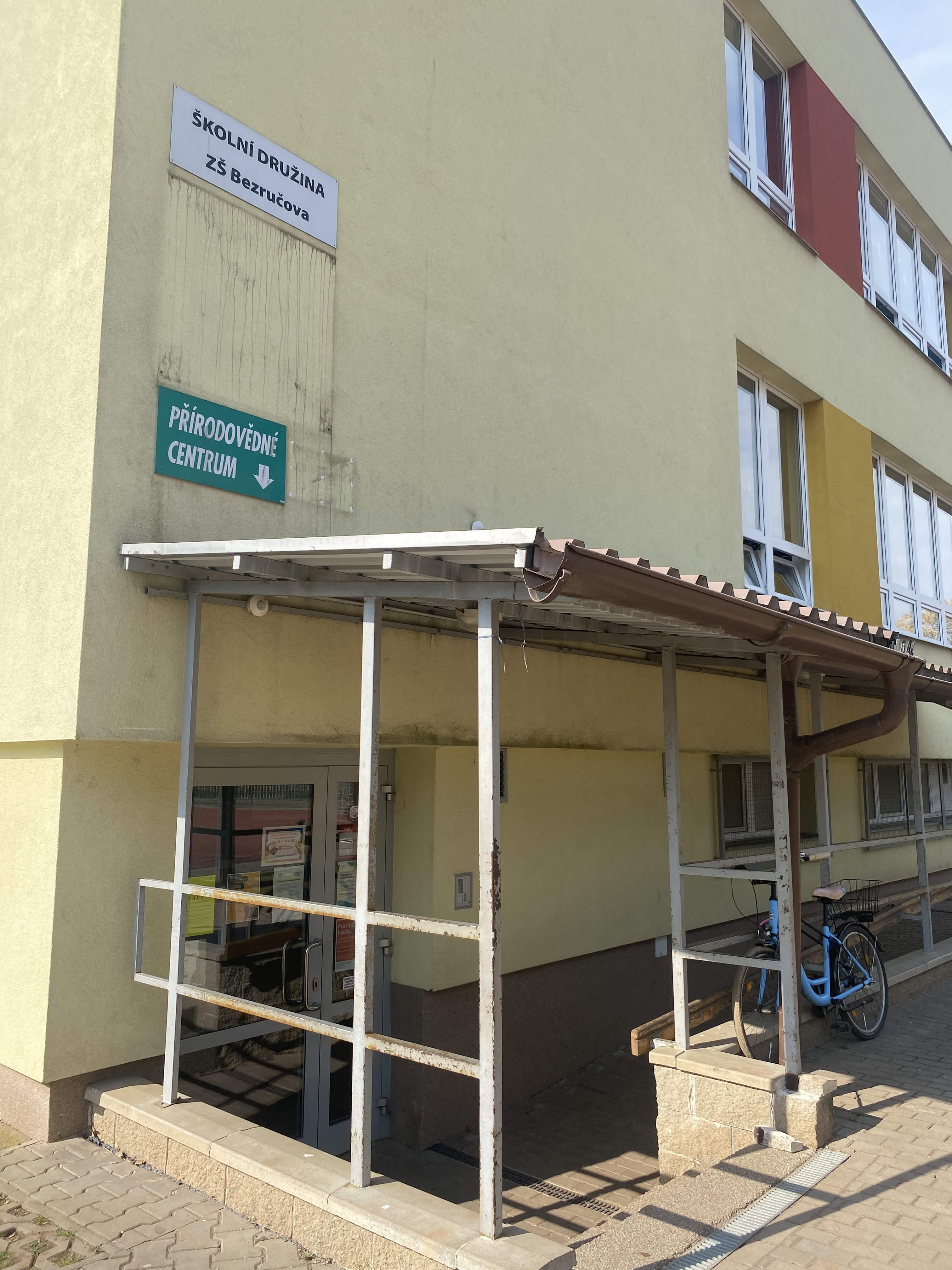
Vstup do budovy
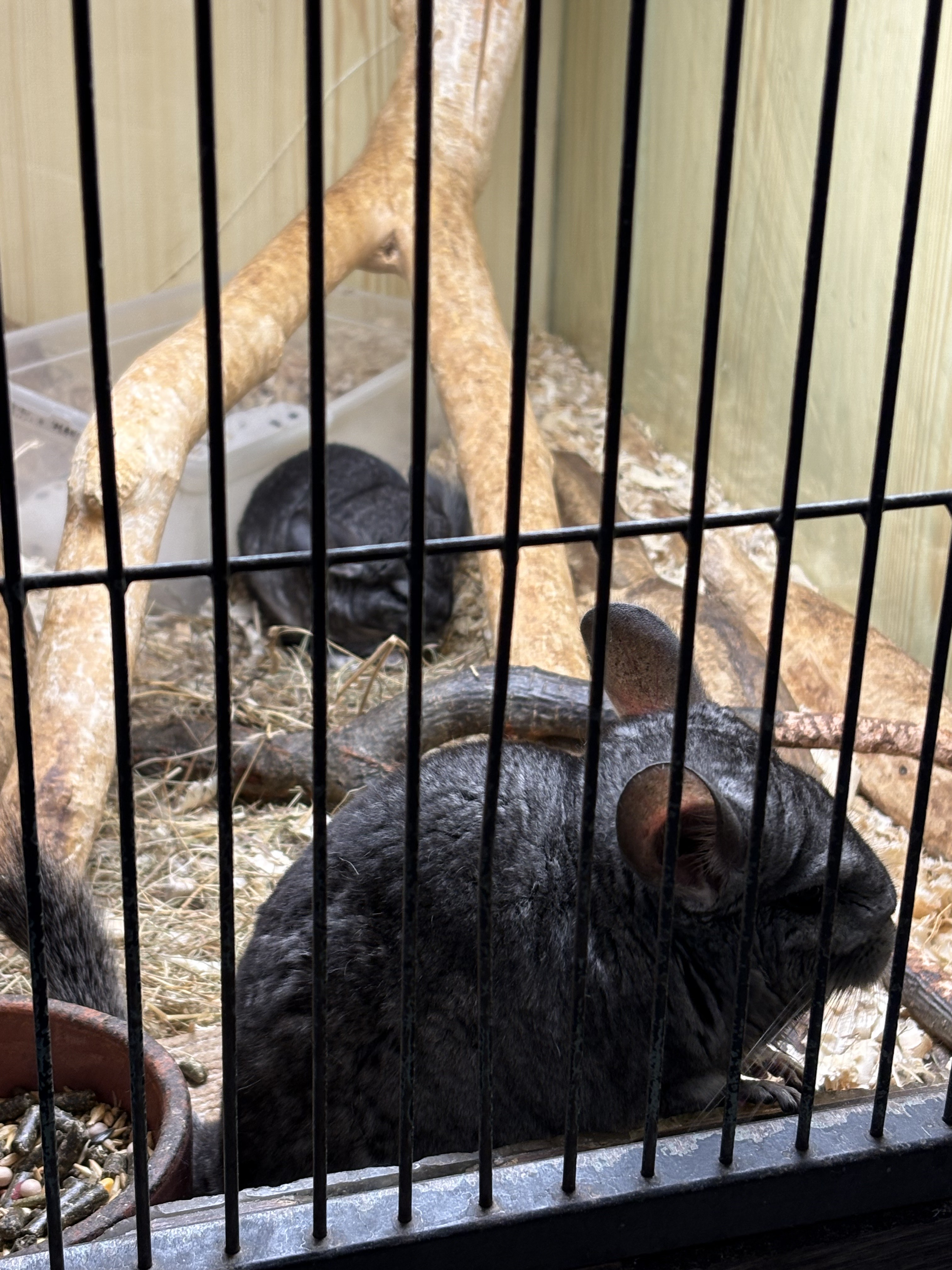
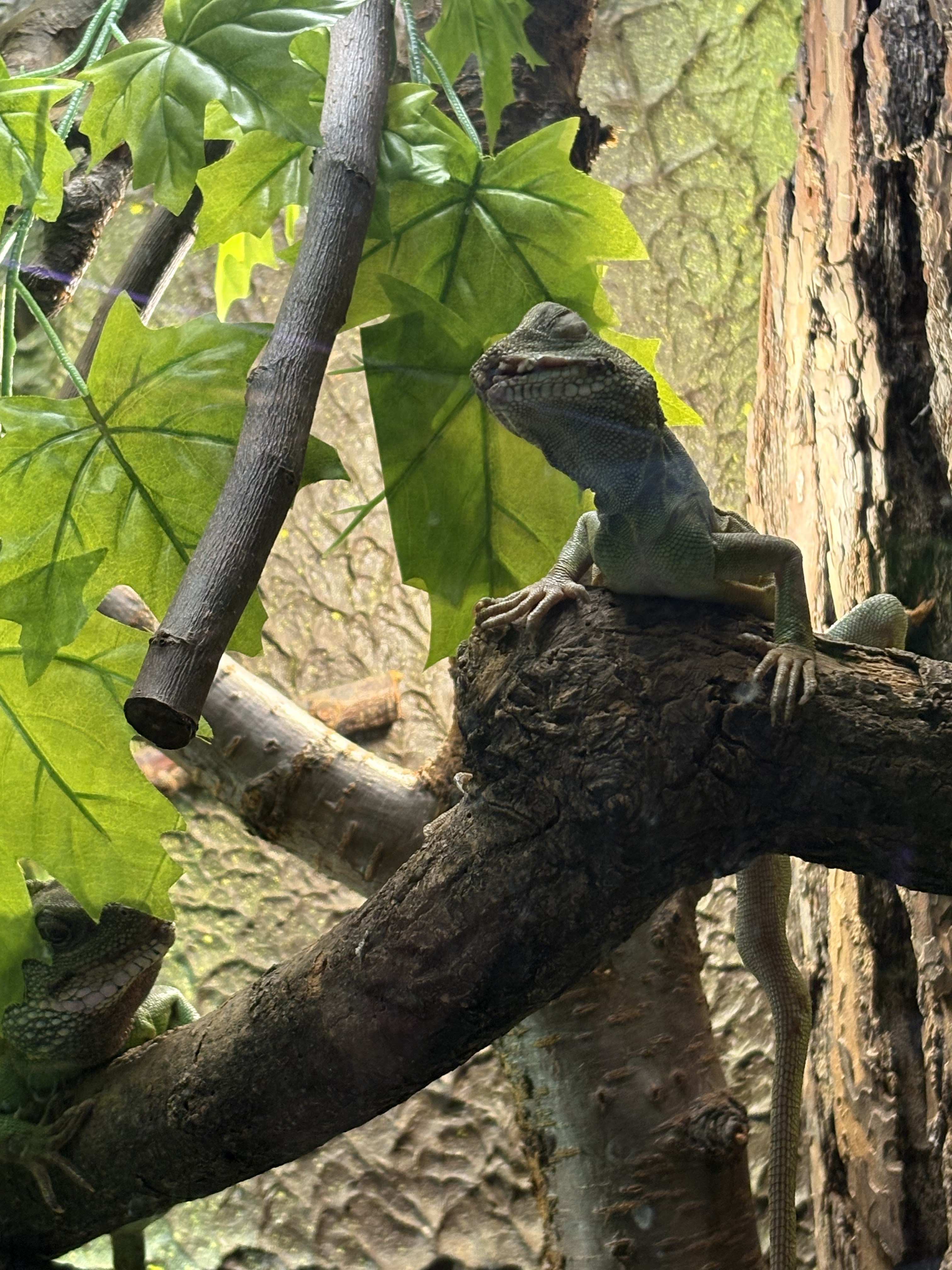